# Bundesstraße 183a
De Bundesstraße 183a (afkorting: B 183a) is een 29 kilometer lange bundesstraße in de Duitse deelstaten Saksen-Anhalt en Saksen.

## Verloop
De weg begint op de afrit Brehna-Ost aan de B100 Halle-Bitterfeld-Wolfen. De weg loopt door Storkwitz, Delitzsch en Wellaune om ten zuidwesten van Bad Düben te eindigen op de B 2 Berlijn - Gera.

## Geschiedenis
Het nummer 183a werd in de Duitse Democratische Republiek ingevoerd om het nationale wegennet in het land op te vullen. Anders dan in de Bondsrepubliek, waar men begon met nummers vanaf 399, werden in de DDR nummers met een a-toevoeging ingesteld. Het vreemde is echter wel dat de bundesstraßen 183 en 183a niet met elkaar verbonden zijn.
B1 · B2 · B4 · B6 · B6n · B7 · B19 · B27 · B62 · B71 · B71n · B79 · B80 · B81 · B84 · B85 · B86 · B87 · B88 · B89 · B90 · B91 · B92 · B93 · B94 · B95 · B96 · B97 · B98 · B99 · B100 · B101 · B107 · B115 · B156 · B169 · B170 · B171 · B172 · B172a · B172b · B173 · B174 · B175 · B176 · B178 · B180 · B181 · B182 · B183 · B183a · B184 · B185 · B186 · B187 · B187a · B188 · B189 · B190 · B190n · B242 · B243 · B244 · B245 · B245a · B246 · B246a · B247 · B248 · B248a · B249 · B250 · B278 · B280 · B281 · B282 · B283 · B285